# Zuniceratop
El zuniceratop (Zuniceratops) és un gènere de dinosaure ceratop que va viure al Turonià mitjà del Cretaci superior en el que actualment és Nou Mèxic, Estats Units. Va viure uns 10 milions d'anys abans de l'aparició dels ceratòpsids i obre una finestra important pel que fa a la determinació dels seus ancestres.